# William Spetz
William Spetz (folkbokförd Frans Erik William Markström Spets), född 4 april 1996 i Tegs församling i Umeå, är en svensk skådespelare och manusförfattare. Han blev känd genom sina humorsketcher på Youtube som 15-åring. 2016–2019 spelade han den självbiografiska enmansföreställningen "Mormor jag vet att du är i himlen, men har du tid en timme?". Han har bland annat spelat rollen som Samir Said i Netflix-serien Störst av allt och Filip i TV-serien Filip och Mona. År 2022 medverkade han i långfilmen Dag för dag. 2023 hade serien Tore premiär på Netflix. Spetz har skapat serien, skrivit manus och spelar titelrollen.

## Karriär
Spetz började blogga som 12-åring på Västerbottens-Kurirens bloggportal. I maj 2010 började han som 14-åring att videoblogga på sin Youtube-kanal Lillabloggen. Kanalen hade renodlade humorsketcher där han drev med idrottslärare, betygshets och högstadiestereotyper. 2012 fick kanalen stort genomslag och idag har kanalen över 47,978 000 visningar.
Senare samma år spelade han huvudrollen i SVT Play-serien Williams lista som var ett slags fortsättning på hans egenproducerade Youtube-sketcher. 2012–2014 medverkade han i ett flertal webbserier för SVT Play, bland annat "Hoppas farfar dör" där han spelade rollen som Gabriel och Farfar tillsammans med Claudia Galli och Christoffer Nordenrot. TV-serien vann pris för "Bästa Humorprogram Play" på Det svenska humorpriset 2015.
År 2015 medverkade William Spetz i den femte säsongen av Solsidan som skönhetsterapeuten Sappe.
År 2016 var han den yngste programledaren i Melodifestivalen dittills då han ledde finalen i Friends Arena tillsammans med Gina Dirawi. Senare samma år hade han premiär för sin självbiografiska enmansföreställning "Mormor jag vet att du är i himlen, men har du tid en timme?" på Scalateatern i Stockholm. Totalt spelades 65 föreställningar under tre år i Stockholm och på turné. I juni 2019 sändes föreställningen på SVT.
År 2017 sommarpratade och vinterpratade Spetz i Sveriges Radio P1. I december 2018 ledde han Musikhjälpen tillsammans med Daniel Adams-Ray och Farah Abadi.
2018–2019 gjorde Spetz rollen som Ceasar under två säsonger av TV-serien Andra åket med bland annat Sanna Sundqvist, Lena T Hansson och Jakob Setterberg. I april 2019 medverkade Spetz i Netflix första svenska originalserie Störst av allt där han spelade rollen som Samir Said. TV-serien baserades på Malin Persson Giolitos succéroman med samma namn.
I november 2019 spelade han Filip i TV-serien Filip och Mona som Spetz utvecklade tillsammans med Anna Granath (Morgonsoffan). Han var manusförfattare till serien ihop med regissören Jens Östberg (Flugparken). TV-serien nominerades 2020 i kategorin "Årets humorprogram" på Kristallen-galan och vann i kategorin "Årets komedi" på Det svenska humorpriset.
I september 2020 debuterade han på Dramaten i Liv Strömquist tänker på sig själv, en föreställning baserad på Liv Strömquist seriealbum Den rödaste rosen slår ut, tillsammans med Sanna Sundqvist, Ana Gil de Melo Nascimento, Per Svensson, Nina Dahn, David Book, Eric Stern och Lotta Tejle. Ada Berger stod för bearbetning (tillsammans med Strömquist själv) samt regi.
2022 hade Felix Herngrens långfilm Dag för dag premiär, där Martina Haag ligger bakom story tillsammans med Spetz. I rollistan syns utöver Herngren, Haag och Spetz även Sven Wollter, Marianne Mörck och Tomas von Brömssen.
2022 gjorde William Spetz debut som dramatiker med pjäsen Hjälp mig inte, där han spelar patienten Marcus tillsammans med Sven Björklund som spelar en allmänläkare på en vårdcentral.
27 oktober 2023 hade serien Tore premiär på Netflix. Spetz har skrivit manus, och spelar titelrollen. För detta fick Spetz priserna för bästa komedi och humor samt för bästa manliga huvudroll vid Kristallen-galan 5 september 2024. I november tilldelades Spetz årets Michael Nyqvist Foundation Award för sin mångsidiga skådespelarprestation.
2024 medverkade William Spetz i Sveriges Radios julkalender Mirakelsyskonen. Där gjorde han rösten till gårdstomten Truls.

## Filmografi (i urval)
- 2012 – Williams lista (TV-serie)
- 2012 – Scener ur ett tonårsliv (TV-serie)
- 2013 – Williams lista 2 (TV-serie)
- 2014 – Hoppas farfar dör (TV-serie)
- 2015 – Solsidan (TV-serie)
- 2015 – Vaskduellen (kortfilm)
- 2016 – Familjen Rysberg (TV-serie)
- 2016 – Jag älskar dig – en skilsmässokomedi
- 2017 – Skitlycklig (TV-serie)
- 2018 – Lingonligan (TV-serie)
- 2018 – Sune vs Sune
- 2018–2019 – Andra åket (TV-serie)
- 2019 – Störst av allt (TV-serie)
- 2019 – Filip och Mona (TV-serie)
- 2019–2020 – TREX (TV-serie)
- 2021 – Mäklarna (TV-serie)
- 2022 – Dag för dag
- 2023 – Tore (TV-serie)
- 2024- Julkalendern Mirakelsyskonen

## Teater

### Roller
| År        | Roll        | Produktion                                                                | Regi               | Teater             |
| --------- | ----------- | ------------------------------------------------------------------------- | ------------------ | ------------------ |
| 2016–2019 | Medverkande | Mormor jag vet att du är i himlen, men har du tid en timme? William Spetz | Åsa Lindholm       | Scalateatern Turné |
| 2017      | Cederberg   | Den tatuerade änkan Lars Molin                                            | Jonna Nordenskiöld | Scalateatern       |
| 2020      | Medverkande | Liv Strömquist tänker på sig själv Liv Strömquist och Ada Berger          | Ada Berger         | Dramaten           |
| 2021-2022 |             | Den yttersta minuten Mattias Andersson                                    | Mattias Andersson  | Dramaten           |
| 2021-2022 | Medverkande | Liv Strömqvist tänker på sig själv Liv Strömquist och Ada Berger          | Ada Berger         | Dramaten           |
| 2022      | Marcus      | Hjälp mig inte William Spetz                                              | Elin Hallberg      | Rival/ Turné       |
| 2024      | Medverkande | Liv och död Strömquist Ada Berger och Liv Strömquist                      | Ada Berger         | Dramaten           |